# Rasy
Rasy – wieś w Polsce położona w województwie łódzkim, w powiecie bełchatowskim, w gminie Drużbice.
W XVIII wieku miejscowość nosiła nazwę Russowy, a jej właścicielami byli Potoccy.
W latach 1975–1998 miejscowość administracyjnie należała do województwa piotrkowskiego.
Przez miejscowość przebiega droga wojewódzka nr 485.
W roku 2010 został oddany do użytku orlik (boisko do piłki nożnej i boisko wielofunkcyjne).
W roku 1974 powstała szkoła podstawowa. 1 września 1999 została ona przemianowana na gimnazjum im. Henryka Sienkiewicza w Drużbicach z siedzibą w Rasach. Od 2017 roku funkcjonuje powrotnie jako szkoła podstawowa.
Do 2020 częścią Rasów była Nowa Wieś, wydzielona następnie jako odrębne sołectwo.